# Rosie O'Donnell
Roseann "Rosie" O'Donnell (Commack, 21 de março de 1962) é uma comediante, atriz, cantora, autora e personalidade de televisão estadunidense. Também foi editora de revista, blogueira, ativista dos direitos LGBT e produtora de televisão.
O'Donnell perdeu a sua mãe em decorrência de um câncer de mama quando ainda era adolescente, e salientou a importância de proteger as crianças e apoiar as famílias ao longo da sua carreira. Começou a sua carreira de comediante quando ainda era uma adolescente. A sua grande oportunidade foi no espectáculo de talentos Star Search, quando ela tinha vinte anos. Uma sitcom na TV e uma série de filmes apresentou-a a uma maior audiência nacional. Em 1996, começou a apresentar o The Rosie O'Donnell Show, programa de entrevistas que ganhou vários prémios Emmy.
Em 2002 ela assumiu a sua homossexualidade.